# Platýkambos
Platýkambos, en grec moderne : Πλατύκαμπος, est un village et un ancien dème du district régional de Lárissa, en Thessalie, Grèce. Depuis 2010, il est fusionné au sein du dème de Kilelér.
Selon le recensement de 2011, la population du dème compte 7 896 habitants, tandis que celle du village s'élève à 1 804 habitants.